# Antuco (gemeente)
Antuco is een gemeente in de Chileense provincie Biobío in de regio Biobío. Antuco telde 4.073 inwoners in 2017 en heeft een oppervlakte van 1.884 km².